# 上山航平
上山 航平（かみやま こうへい、1999年3月1日 - ）は、日本の俳優。

## 人物
- スリーサイズはB85・W75・H87[1]。
- 足のサイズは27cm[1]。
- 趣味は野球、オンラインゲーム[1]。
- 特技は手押し相撲、野球[1]。

## 出演

### 舞台
- 風を切れ（2018年7月4日 - 8日、ラゾーナ川崎プラザソル）[2]
- MEMORY BOYS〜想い出を売る店〜（2019年6月 - 2020年2月、サンリオピューロランド内フェアリーランドシアター）- Team ALLEGRO セレナーデ 役[3]
- アイドルステージシリーズ - 焼田侑弥 役
  - アイドルステージ第5弾『プライムーン』（2021年1月27日 - 2月7日、Mixalive TOKYO Theater Mixa / 2月24日 - 3月7日、Mixalive TOKYO Theater Mixa）[4]
  - アイドルステージ『GS382 ―暁の章―』（2021年12月9日 - 26日、Mixalive TOKYO Theater Mixa）[5]
  - アイドルステージ『プライムーン＆GS382ー2022年に愛を込めてー』（2022年5月12日 - 21日、品川プリンスホテル クラブeX）[6]
- 舞台『リライト』（2021年7月7日 - 11日、中目黒キンケロ・シアター）- 東蒼太（学生時代）役[1][7]
- 進戯団 夢命クラシックス#25『Requiem』（2021年9月30日 - 10月3日、シアターサンモール）- 巌流 役[8]
- ミュージカル『青春-AOHARU-鉄道』～誰が為にのぞみは走る～ （2022年8月20日 - 28日、品川プリンスホテル ステラボール） - アンサンブル[9]
- 2.5次元ダンスライブ「SQ」ステージ - 和泉柊羽 役
  - 2.5次元ダンスライブ「S.Q.S Episode 9『The Freely』」（2023年6月15日 - 25日、I’M A SHOW）[10]
  - 2.5次元ダンスライブ「S.Q.S Episode 10『月野奇譚 太極伝奇 -干戈騒乱-』」（2024年1月19日 - 28日、草月ホール）[11]
  - 「ALIVESTAGE」＆「S.Q.S」ツキプロ合同ライブ(仮)（2024年11月20日 - 24日、東京ドームシティ シアターGロッソ）
- 劇団「ハイキュー!!」旗揚げ公演（2023年8月19日 - 27日、品川プリンスホテル ステラボール） - 松川一静 役[12]
  - 劇団「ハイキュー!!」“出逢い”（2025年5月17日 - 25日、品川プリンスホテル ステラボール / 5月30日 - 6月1日、COOL JAPAN PARK OSAKA WWホール）[13]
- ミラクル☆ステージ『サンリオ男子』 ～One More Time～（2023年11月、東京） - 源誠一郎 役[14]
- 舞台『ブルーロック』3rd STAGE（2024年8月9日 - 12日、東大阪市文化創造館 Dream House 大ホール / 8月17日 - 25日、シアターH） - ジュリアン・ロキ 役[15]
- 人狼系推理バトル【レジスタンスイレブン〜潜春と謀略の交差点〜】（2025年2月28日 - 3月2日、CBGKシブゲキ!!）[16]
- 朗読劇舞台『永久保貴一の極めて怖い話 2025』（2025年7月20日、浅草花劇場）[17]
- はんぶんホントのストーリー モデルドリームズ2025（2025年8月30日・31日〈予定〉、愛知県芸術劇場 小ホール） - リューキ 役[18]
- 舞台『忘却バッテリー』（2025年10月10日 - 19日〈予定〉、天王洲 銀河劇場 / 10月25日・26日〈予定〉、COOL JAPAN PARK OSAKA WWホール） - 藤堂葵 役[19]

### イベント
- アイドルステージシリーズ - 焼田侑弥 役
  - プライム☆タイム 〜ほしいのはティアラのチョコだけ〜（2021年2月13日・14日、DMM.com本社24F イベントスペース）[4]
  - 「Music Fighter／まほろば」「アイドルステージ MUSIC COLLECTION vol.1」発売記念、アイドルについて話したい！ talkportミーティング』（2021年4月29日 - 5月5日）
  - 「Music Fighter／まほろば」「アイドルステージ MUSIC COLLECTION vol.1」発売記念・プライムーン&GS382 スペシャルライブ（2021年6月5日・6日、1000club）[4]
  - プライムーン×８Ｋ 上映会 舞台挨拶（2021年7月23日 - 25日、イオンシネマ板橋）
  - P.P.P 219 〜Prime Puckish Party〜（2021年9月4日・5日、バトゥール東京）[20]
  - P.P.P 222 ～Prime Poetical Party～（2022年2月11日 - 14日、品川プリンスホテル クラブeX）[21]
  - 「Moonlight Serenade／威風堂々」発売記念『アイドルについて話したい！オンラインミーティング vol.2』（2022年3月12日 - 14日）
  - P.P.P 225 ～Prime Precious Party～（2022年5月22日、品川プリンスホテル クラブ eX）[22]
- ミラクル☆ステージ『サンリオ男子』- 源誠一郎 役
  - ミラクル☆ステージ『サンリオ男子』FUN♡FAN♡MEETING Vol.2 ～Thank you party～（2022年12月28日、サンリオピューロランド エンターテイメントホール）[23]
  - ミラクル☆ステージ『サンリオ男子』FUN♡FAN♡MEETING Vol.3（2023年5月28日、サンリオピューロランド エンターテイメントホール）

### WEB番組
- ツキプロチャンネル48時間マジカルTV（2023年11月3日・4日、YouTube・ニコニコ生放送）[24]